# Иодзевич, Дамиан Казимирович
Дамиан Казимирович Иодзевич (1783—1846) — доктор богословия.
Происходил из дворян Виленской губернии. В 1799 году принял монашеские обеты; в 1807 году он окончил курс наук в высшей школе доминиканцев в м. Забялы Витебской губернии и стал преподавателем этой школы. В 1813 году он издал первый римско-католический катехизис на русском языке. В 1816 году, по изгнании иезуитов из Петербурга, он был приглашён на должность проповедника при церкви Св. Екатерины и руководителя состоявшей при ней школы, заведённой ещё иезуитами. В 1827 году назначен настоятелем этой церкви и учреждённого при ней монастыря доминиканцев. Одновременно, вплоть до своей смерти, он состоял законоучителем римско-католического исповедания в кадетских корпусах и в девичьих институтах — Екатерининском, Смольном и Патриотическом. Ему неоднократно предлагалось перейти на высшие ступени в иерархии, но он предпочёл остаться в ордене доминиканцев, который за его труды и заслуги удостоил Иодзевича степени доктора богословия и наименовал его «отцом провинции» (pater provinciae).
Умер 29 марта (10 апреля) 1846 года.